# Adeline Élie Françoise Dulait
Adeline Élie Françoise Dulait, artistnamn Mademoiselle Dudlay, född 1858, död 1934, var en belgisk operasångare och skådespelare. 
Hon utbildades vid Conservatoire royal de Bruxelles 1867-1876, och var sedan verksam vid Comédie-Française 1876-1911.